# Prinsgemålen
Prinsgemålen (engelska: The Love Parade) är en amerikansk pre-kod musikalisk komedifilm från 1929 i regi av Ernst Lubitsch. Filmen är baserad på Leon Xanrof och Jules Chancels komedipjäs Le Prince Consort från 1903. I huvudrollerna ses Maurice Chevalier och Jeanette MacDonald.

## Rollista i urval
- Maurice Chevalier – greve Alfred Renard
- Jeanette MacDonald – drottning Louise
- Lupino Lane – Jacques
- Lillian Roth – Lulu
- Eugene Pallette – krigsminister
- E. H. Calvert –  Sylvanian ambassadör
- Edgar Norton – Master of Ceremonies
- Lionel Belmore – premiärministern

## Nomineringar
Filmen nominerades i sex Oscarskategorier:
- Bästa film
- Bästa manliga huvudroll - Maurice Chevalier
- Bästa regi - Ernst Lubitsch
- Bästa foto - Victor Milner
- Bästa scenografi - Hans Dreier
- Bästa ljud - Franklin Hansen

## Musik i filmen
Alla sånger är skapade av Victor Schertzinger (musik) och Clifford Grey (text):
- "Ooh, La La" – sjungs av Lupino Lane
- "Paris, Stay the Same" – sjungs av Maurice Chevalier & Lupino Lane
- "Dream Lover" – sjungs av Jeanette MacDonald & kör
- "Anything to Please the Queen" – sjungs av Jeanette MacDonald & Maurice Chevalier
- "My Love Parade" – sjungs av Maurice Chevalier & Jeanette MacDonald
- "Let's Be Common" – sjungs av Lupino Lane & Lillian Roth
- "March of the Grenadiers" – sjungs av Jeanette MacDonald & kör
- "Nobody's Using It Now" – sjungs av Maurice Chevalier
- "The Queen Is Always Right" – sjungs av Lupino Lane, Lillian Roth & kör